# Parque Nacional de Guadalupe
O Parque Nacional de Guadalupe (em francês: Parc national de la Guadeloupe) é um parque nacional em Guadalupe, um departamento ultramarino da França localizado nas Ilhas de Sotavento, na região do Caribe oriental. A Reserva Natural Grand Cul-de-Sac Marin (em francês: Réserve Naturelle du Grand Cul-de-Sac Marin) é uma área marinha protegida adjacente ao parque e administrada em conjunto com ele. Juntas, essas áreas protegidas compõem a reserva natural do Arquipélago de Guadalupe (em francês: l'Archipel de la Guadeloupe).
O território do parque também é reconhecido como reserva da biosfera pela UNESCO desde 1992, sob o nome de "arquipélago de Guadalupe".
Em 2014, o parque foi adicionado à lista verde de áreas protegidas no Congresso Mundial de Parques em Sydney.

## História
A floresta tropical e a cordilheira de Basse-Terre constituem uma área de biodiversidade excepcional na França e, na década de 1970, o conselho geral de Guadalupe decidiu promover este patrimônio natural sob o nome de "parque natural de Guadalupe", gerido pelo Escritório Nacional de Florestas (ONF), desenvolvendo trilhas para caminhadas e criando estruturas de acolhimento.
Em 1977 surgiu a ideia de proteger este território do risco de degradação, classificando-o como parque nacional e é esta a20 de fevereiro de 1989 que o Parque Nacional de Guadalupe, o primeiro parque nacional ultramarino, foi oficialmente criado. Em 1987, foi criada a reserva natural Grand Cul-de-sac Marin . Sua gestão foi confiada ao parque nacional em 1990.
Em 1992, a existência do Parque Nacional e Reserva Natural Grand-Cul-de-Sac Marin permitiu que Guadalupe fosse designada reserva da biosfera pela UNESCO   o nome de "arquipélago de Guadalupe", concedendo-lhe reconhecimento internacional.